# Ponto haste

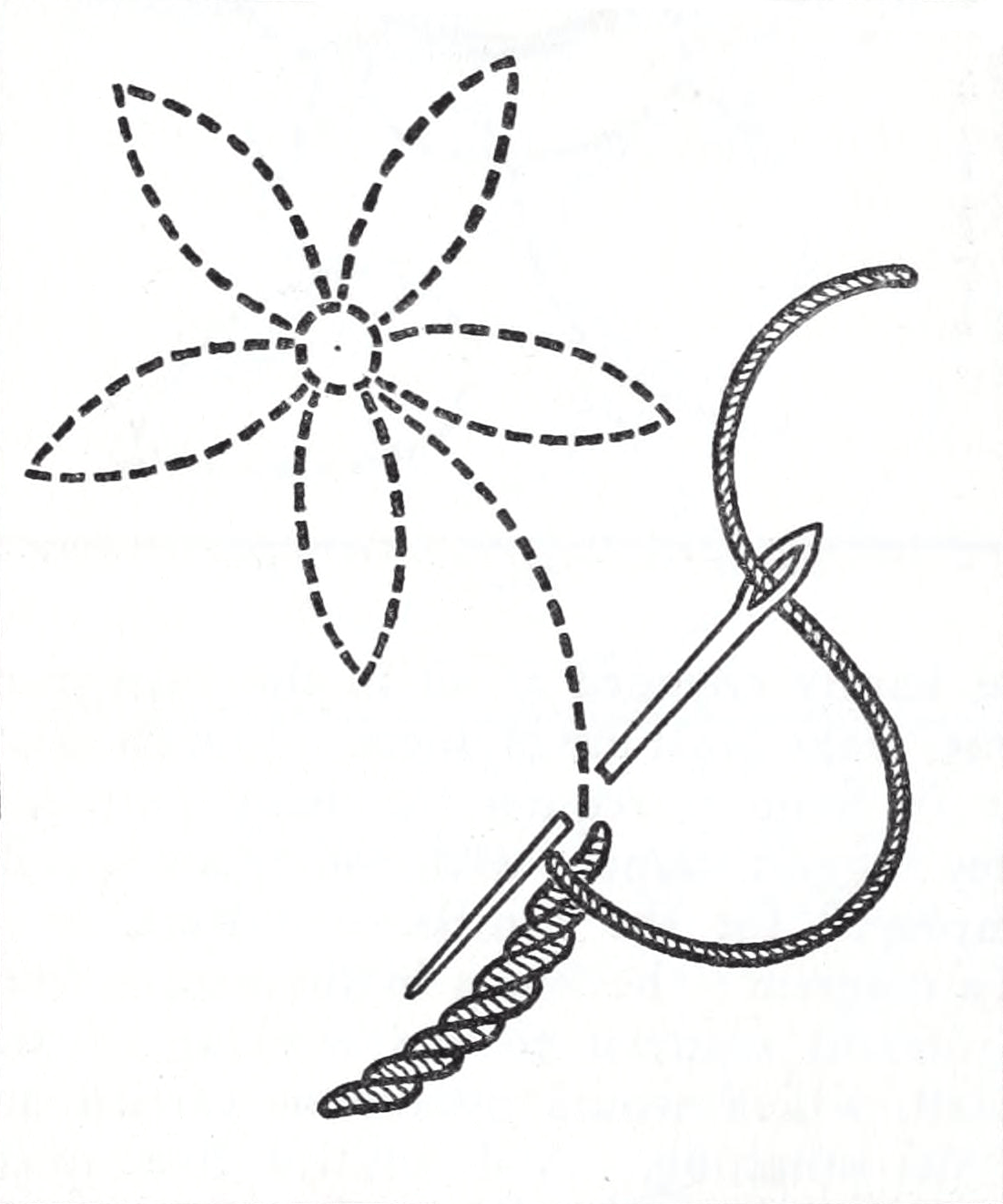
Execução do ponto haste

Ponto haste é um ponto de bordado do tipo reto, constitui um dos principais pontos de bordado. É amplamente presente na Tapeçaria de Bayeux sendo usado para contornos e também coberturas
O ponto corda é semelhante ao ponto haste e ao ponto Crawel só diferenciado-se pela forma de execução por ser trabalhado de cima para baixo em vez de debaixo para cima. É também conhecido como Point de cable, Point de cotè.

## Utilização
É muito utilizado para contornos, linhas e coberturas.

## Execução
Este ponto é trabalhado da esquerda para a direita, de modo que a linha é mantida do mesmo lado da agulha  e o fio sai sempre à esquerda do ponto anterior.
O preenchimento com ponto haste é possível com qualquer tipo de linha, desde lã fina até algodão mercerizado. No preenhcimento, as linhas deste ponto devem seguir o contorno da forma e os pontos devem ter o mesmo tamanho. O primeiro ponto de uma sequência de pontos deve ser um pouco mais curto do que os seguintes e formar o efeito de uma padrão diagonal de linhas sobre a superfície.